# محمد عبدالواحد
محمد عبدالواحد (عربی: محمد عبد الواحد؛ زادهٔ ۱۹ ژانویهٔ ۱۹۸۱) یک ورزشکار اهل مصر است.
از باشگاه‌هایی که در آن بازی کرده‌است می‌توان به باشگاه ورزشی اسماعیلی، باشگاه ورزشی زمالک، و تیم ملی فوتبال مصر اشاره کرد.
وی همچنین در تیم ملی فوتبال  مصر بازی کرده است.